# Бальпетре, Антуан
Антуан Бальпетре (фр. Antoine Balpêtré, полное имя — Теофиль Луи Антуан Бальпетре (фр. Théophile Louis Antoine Balpêtré); 3 мая 1898, Лион, Франция — 28 марта 1963, Париж, Франция) — французский театральный и киноактер.

## Биография
Антуан Бальпетре дебютировал как театральный актер в 1919 году на сцене театра Одеон, где работал до поступления в Комеди Франсез в 1934 году. Играл роли в постановках по произведениям Мольера, Пиранделло, Гюго, Жана Расина, Эдмона Ростана, Шекспира, Поля Клоделя и многих других авторов.
В кино Бальпетре дебютировал в начале 1930-годов, сыграв за время свое карьеры роли в 52-х фильмах. Во время оккупации Франции в годы Второй мировой войны актер снялся в нескольких фильмах, созданных студией Continental-Films, что стоило ему нескольких месяцев пребывания в тюрьме и отстранения от работы в Комеди Франсез.
После войны Антуан Бальпетри снимался, часто под именем «Бальпетри» (Balpêtré) в титрах, в лентах таких известных французских режиссеров, как Анри-Жорж Клузо, Жан Древиль, Андре Кайат, Жорж Лампен, Андре Юнебель, Жан Деланнуа, Макс Офюльс, Робер Брессон и др. Принимал также участие в международных проектах иностранных режиссеров: Кармине Галлоне, Витторио Коттафави, Риккардо Фреда и др.
С конца 1940-х до своей смерти в 1963 году Бальпетре продолжал играть на сценах театров Парижа и Лиона. Последней его театральной работой была роль в постановке «Кошки на раскаленной крыше» Теннесси Уильямса в парижском Новом театре (фр. Théâtre des Nouveautés) в 1960 году.